# Nicolaus Schaten

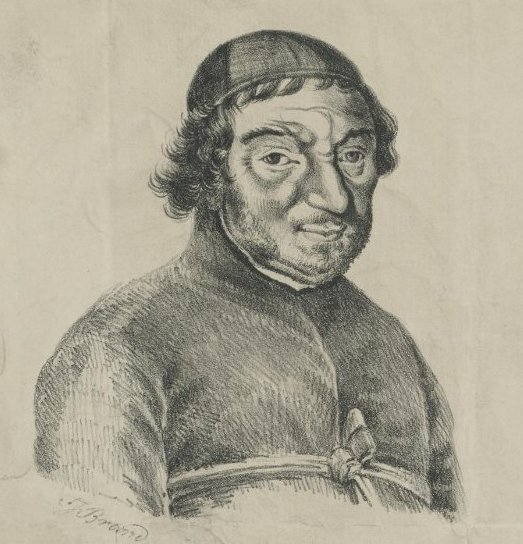
Nicolaus Schaten, Lithographie von Franz Josef Brand (1790–1869), nach einem zeitgenössischen Porträt

Nicolaus Schaten (* 6. Mai 1608 in Heek, Hochstift Münster; † 24. August 1676 in Neuhaus, Hochstift Paderborn) war ein Jesuit und Historiker.

## Leben
Aus einem kleinen Dorfe im westlichen Münsterland stammend, genoss Nicolaus Schaten seine Schulbildung in der Bischofsstadt Münster. 1627 trat er in den Jesuitenorden ein und wurde 1638 Lehrer am Münsteraner Gymnasium Paulinum. Es folgte ein Ruf des Osnabrücker Fürstbischofs Franz Wilhelm, der ihn unter anderem mit der Ordnung des Archives des Fürstentums beauftragte. Der Münsteraner Fürstbischof Christoph Bernhard von Galen stellte Schaten als Historiographen ein. In der neuen Position müssen aber Konflikte aufgetreten sein, so dass er den Wechsel auf eine neue Stellung beim Paderborner Fürstbischof Ferdinand II. von Fürstenberg als „Befreiung“ empfand.
Ferdinand II., selbst als Historiker tätig, bot Schaten hervorragende Arbeitsbedingungen. Es entstanden vor allem die Historia Westphaliae und die Annales Paderbornenses zur Geschichte Westfalens bzw. des Hochstifts Paderborn. Insbesondere die Annales zeichneten sich durch Quellentreue aus. Seine Werke wurden bis ins 19. Jahrhundert mehrmals aufgelegt und von Autoren wie Johann Suibert Seibertz und Jakob Grimm zitiert. In seinen Werken finden sich auch Hinweise auf vorchristliche Stätten, so den Donnersberg zwischen den Warburger Ortschaften Wormeln, Germete und Welda sowie über Riesensteingräber im heutigen Ostwestfalen.
Die Fortschritte in der Urkundenforschung und der historischen Kritik legten die Schwäche von Schatens Werken offen. Er verließ sich überwiegend auf Abschriften und übernahm zahlreiche Fälschungen ohne sie zu erkennen.
Neben seiner Tätigkeit als Historiograph unterrichtete Nicolaus Schaten am Paderborner Theodorianum.

## Werke
- Historia Westphaliae, in qua in primis de origine gentis, de priscis hujus regionis populis, de bellis, quae cum Romanis pro libertate gesserunt. Deinde de origine Francorum, Rhenum inter & Visurgim degentium, & quomodo hi pro libertate gentis; et limite. Münster, Aschendorff 1773 (Digitalisat) der Bayerischen Staatsbibliothek.
- Annales Paderbornenses. 2 Bde. Neuhaus, Nagel, 1693 (Digitalisat) der UB Paderborn.
  - Ed. altera.  Münster, Aschendorf, 1774–1775 (Digitalisat) der UB Paderborn.
- Carolus M. Romanorvm Imperator & Francorum Rex Romano-Catholicus…, Johannes Todt, Neuhaus 1674 (Digitalisat) der ULB Münster.
- De vita Caroli Magni Romanorum imperatoris et Francorum ducis. 1700